# Jürgen Bertow
Jürgen Bertow, född den 21 april 1950 i Berlin, är en östtysk roddare.
Han tog OS-brons i dubbelsculler i samband med de olympiska roddtävlingarna 1976 i Montréal.